# Lotus 91
O  91 é o modelo da Lotus da temporada de 1982 da Fórmula 1. Condutores: Elio de Angelis, Nigel Mansell, Roberto Moreno e Geoff Lees. A equipe usou-o a partir da segunda etapa, o GP do Brasil. 

## Resultados[1]
(legenda) 
| Ano  | Chassi | Motor                | Pneus | N° | Pilotos         | 1   | 2   | 3   | 4     | 5   | 6   | 7   | 8   | 9   | 10  | 11  | 12  | 13  | 14  | 15  | 16  | Pontos | Posição |  |
| ---- | ------ | -------------------- | ----- | -- | --------------- | --- | --- | --- | ----- | --- | --- | --- | --- | --- | --- | --- | --- | --- | --- | --- | --- | ------ | ------- |  |
|      |        |                      |       |    |                 |     |     |     |       |     |     |     |     |     |     |     |     |     |     |     |     |        |         |  |
|      |        |                      |       |    |                 | RSA | BRA | USW | SMR   | BEL | MON | USE | CAN | NED | GBR | FRA | GER | AUT | SUI | ITA | LVS |        |         |  |
| 1982 | 91     | Ford Cosworth DFV V8 | G     | 11 | Elio de Angelis |     | Ret | 5   | [ 2 ] | 4   | 5   | Ret | 4   | Ret | 4   | Ret | Ret | 1   | 6   | Ret | Ret | 301    | 5º      |  |
| 1982 | 91     | Ford Cosworth DFV V8 | G     | 12 | Nigel Mansell   |     | 3   | 7   | [ 2 ] | Ret | 4   | Ret | Ret |     | Ret |     | 9   | Ret | 8   | 7   | Ret | 301    | 5º      |  |
| 1982 | 91     | Ford Cosworth DFV V8 | G     | 12 | Roberto Moreno  |     |     |     | [ 2 ] |     |     |     |     | NQ  |     |     |     |     |     |     |     | 301    | 5º      |  |
| 1982 | 91     | Ford Cosworth DFV V8 | G     | 12 | Geoff Lees      |     |     |     | [ 2 ] |     |     |     |     |     |     | 12  |     |     |     |     |     | 301    | 5º      |  |

↑1  De Angelis e Mansell utilizaram o chassi 87B no GP da África do Sul .